# Obroatis licentiata
Obroatis licentiata là một loài bướm đêm trong họ Erebidae.